# Trofeo Playa de Palma-Palma 2022
La 30e édition du Trofeo Playa de Palma-Palma a lieu le 30 janvier 2022, sur un parcours de 169,1 kilomètres tracé dans les Îles Baléares en Espagne, avec un départ de S'Arenal (localité de Palma) et une arrivée à Palma. La course est la cinquième manche du Challenge de Majorque 2022 et fait partie du calendrier UCI Europe Tour 2022 en catégorie 1.1.

## Équipes participantes
25 équipes participent à la course - 10 WorldTeams, 9 ProTeams et 6 équipes continentales :
| WorldTeams (10)- Movistar Team - UAE Team Emirates - Bora-Hansgrohe - AG2R Citroën Team - Israel-Premier Tech - Lotto-Soudal - BikeExchange-Jayco - Cofidis - Intermarché-Wanty-Gobert Matériaux - Trek-Segafredo ProTeams (9)- Caja Rural-Seguros RGA - Euskaltel-Euskadi - Equipo Kern Pharma - Eolo-Kometa - Bardiani-CSF-Faizanè - Arkéa-Samsic - Burgos-BH - Sport Vlaanderen-Baloise - Drone Hopper-Androni Giocattoli Équipes continentales (6)- BEAT Cycling - Minerva Cycling Team - Java Kiwi Atlántico - Electro Hiper Europa-Caldas - Manuela Fundación Continental - Work Service-Vitalcare-Dynatek |
| |

## Classement final
| \| Classement général \| Classement général \| Classement général \| Classement général \| Classement général \| \| Coureur \| Coureur \| Pays \| Équipe \| Temps \| \| ------------------ \| ------------------ \| ------------------ \| ------------------------ \| ------------------ \| \| 1er \| Arnaud De Lie \| Belgique \| Lotto-Soudal \| 3 h 54 min 23 s \| \| 2e \| Sebastián Molano \| Colombie \| UAE Team Emirates \| + 0 s \| \| 3e \| Sasha Weemaes \| Belgique \| Sport Vlaanderen-Baloise \| + 0 s \| \| 4e \| Hugo Hofstetter \| France \| Arkéa-Samsic \| + 0 s \| \| 5e \| Luca Colnaghi \| Italie \| Bardiani CSF Faizanè \| + 0 s \| \| 6e \| Michael Matthews \| Australie \| BikeExchange-Jayco \| + 0 s \| \| 7e \| Giacomo Nizzolo \| Italie \| Israel-Premier Tech \| + 0 s \| \| 8e \| Filippo Fiorelli \| Italie \| Bardiani CSF Faizanè \| + 0 s \| \| 9e \| Matteo Moschetti \| Italie \| Trek-Segafredo \| + 0 s \| \| 10e \| Max Walscheid \| Allemagne \| Cofidis \| + 0 s \| |                  |           |                          |                 |
| |                  |           |                          |                 |
| Source : ProCyclingStats |                  |           |                          |                 |
| Classement général |                  |           |                          |                 |
| Coureur | Coureur          | Pays      | Équipe                   | Temps           |
| 1er | Arnaud De Lie    | Belgique  | Lotto-Soudal             | 3 h 54 min 23 s |
| 2e | Sebastián Molano | Colombie  | UAE Team Emirates        | + 0 s           |
| 3e | Sasha Weemaes    | Belgique  | Sport Vlaanderen-Baloise | + 0 s           |
| 4e | Hugo Hofstetter  | France    | Arkéa-Samsic             | + 0 s           |
| 5e | Luca Colnaghi    | Italie    | Bardiani CSF Faizanè     | + 0 s           |
| 6e | Michael Matthews | Australie | BikeExchange-Jayco       | + 0 s           |
| 7e | Giacomo Nizzolo  | Italie    | Israel-Premier Tech      | + 0 s           |
| 8e | Filippo Fiorelli | Italie    | Bardiani CSF Faizanè     | + 0 s           |
| 9e | Matteo Moschetti | Italie    | Trek-Segafredo           | + 0 s           |
| 10e | Max Walscheid    | Allemagne | Cofidis                  | + 0 s           |

## Classement UCI
La course attribue des points aux coureurs pour le Classement mondial UCI 2022 selon le barème suivant :
| Position           | 1er | 2e | 3e | 4e | 5e | 6e | 7e | 8e | 9e | 10e | 11e | 12e | 13e à 15e | 16e à 25e |
| Classement général | 125 | 85 | 70 | 60 | 50 | 40 | 35 | 30 | 25 | 20  | 15  | 10  | 5         | 3         |